# Коляновиці
Коляновиці (пол. Kolanowice) — село в Польщі, у гміні Лубняни Опольського повіту Опольського воєводства.
Населення — 552 особи (2011).

## Демографія
Демографічна структура станом на 31 березня 2011 року:
|          | Загалом | Допрацездатний вік | Працездатний вік | Постпрацездатний вік |
| -------- | ------- | ------------------ | ---------------- | -------------------- |
| Чоловіки | 272     | 55                 | 186              | 31                   |
| Жінки    | 280     | 55                 | 176              | 49                   |
| Разом    | 552     | 110                | 362              | 80                   |